# 殷仲容
殷仲容（633年—703年5月19日），字元凯，陈郡长平（今河南西华县）人。唐朝著名书法家、画家。

## 生平
出身书画世家陈郡殷氏，其曾祖殷英童，善画兼楷书、隶书，其父殷令名，亦是著名书法家，今存世的《裴镜民碑》，被康有为评为上上上品。
宋张彦远《歷代名畫記》卷九载：“仲容，天后任太仆秘书丞、工部郎中、申州刺史，善书画，工写貌及花鸟，妙得其真，或用墨色，如兼五彩。”殷仲容的传世书迹有《褚亮碑》、《武氏碑》、《马周碑》以及《诸王题名》等，皆为隶书。他的才华深受武则天的喜爱。

## 历任官职
- 貞觀二十三年（648年），唐太宗挽郎。
- 永徽五年（654年），朝散郎、雍州参军.
- 显庆五年（660年），任左领军仓曹。
- 龙朔二年（662年），任左戎卫仓曹。
- 乾封二年（667年），加宣德郎、沛王府法曹。
- 咸亨元年（670年），袭建安县开国男，食邑三百户。
- 咸亨三年（672年），加通直郎、都水丞，迁秘书郎、详正学士。
- 上元二年（675年），加承仪郎。
- 仪凤二年（677年），加朝议郎、太仆丞。
- 永隆二年（681年），加朝散大夫、相王府咨议。
- 嗣圣元年（684年），加朝议大夫、秘书丞。
- 光宅元年（684年），加建安县开国子，食邑四百户。
- 垂拱元年（685年），受亲戚连累，左迁隆州长史（今四川阆中市）。
- 永昌元年（689年），入除冬官郎中。
- 载初元年（689年），为太中大夫、使持节检校申州刺史。
- 如意元年（692年），即正授申州刺史（今河南省信阳市浉河区）。
- 长寿三年（693年），贬施州司马（今湖北建始、五峰等县以西）。
- 圣历二年（698年），升任麟台丞。
- 久视元年（700年），加通议大夫。
- 長安三年（703年）岁次癸卯四月二十九日去世于长安县通化坊之私第，春秋七十一。

## 家庭

### 曾祖
- 殷英童，继三叔殷不占为后。北周御史大夫、建安县开国男

### 祖父
- 殷闻礼，太子中舍人、建安县开国男

### 父亲
- 殷令名，唐光禄卿、上柱国，袭建安县开国男

### 兄弟姐妹
- 殷氏，嫁唐高宗侍读、赠华州刺史颜昭甫[1]。

### 夫人
- 颜颀（641年—677年），字女英，出身琅琊颜氏，唐秘书监、琅邪县开国子颜师古之女。十七岁时嫁给殷仲容，仪凤二年（677年）正月去泾阳看望女儿（嫁史氏），至三月十三日因病去世，享年三十七。永隆二年（681年）闰七月十三日安葬于乾封县高阳之原，长安三年（703年）殷仲容去世，七月十七日与夫人合葬。

### 子女
- 殷泰初，卒于永淳元年（682年），时年28岁。
- 殷承嗣
- 殷损之
- 殷勖之
- 殷承业
- 殷兼之
- 殷祐之
- 殷玄之
- 殷穆之

## 墓志铭
2004年8月，陕西省考古研究所西安市南郊、唐长安城遗址西南部发掘了唐殷仲容与夫人颜颀合葬墓，出土有陶俑、石棺、墓志等文物。墓志共两合，分别为《大周故麟台丞殷府君墓志铭》和《大唐相王府咨议殷府君故妻颜夫人墓志铭》。现收藏于西安中国书法艺术博物馆。